# Gens Júnia

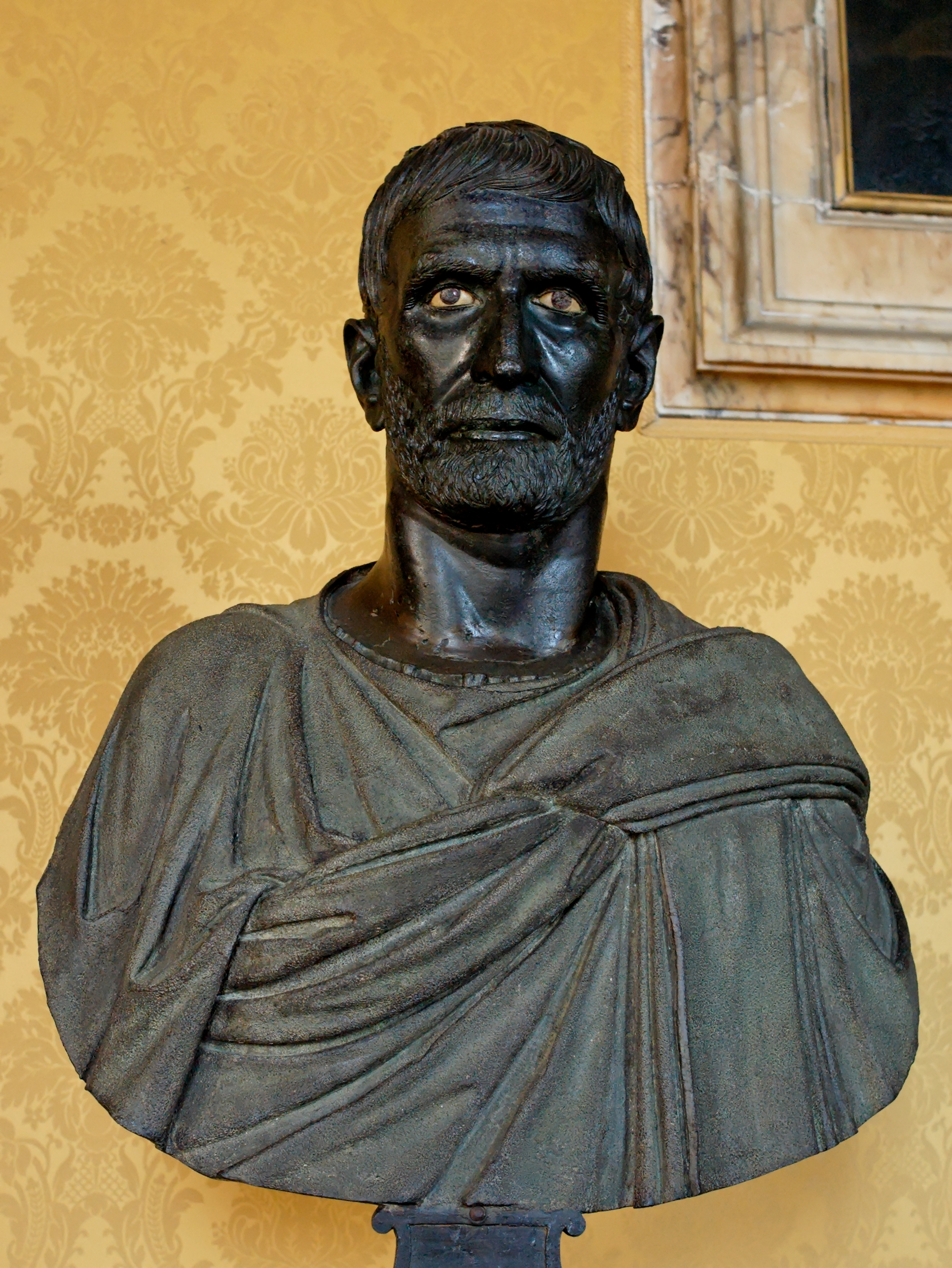
Bust dels Museus Capitolins que tradicionalment s'ha identificat amb Luci Juni Brut.

Júnia va ser una de les principals gens romanes, originalment patrícia i després plebea.
El primer que va ser cònsol va ser Luci Juni Brutus, emparentat amb els Tarquinis i per això se'l suposa de família patrícia, però després d'ell i dels seus fills, els descendents van ser plebeus. Van utilitzar els cognoms Juni Brutus (Brutus), Bubulc (Bubulcus), Gracà (Gracchanus), Norbà (Norbanus), Paciec (Paciaecus), Pen (Pennus), Pera, Pul·le (Pullus), i Silà (Silanus). Molt pocs apareixen esmentats sense cap cognom especial. A l'imperi van agafar altres cognoms.
- Quint Juni, tribú de la plebs el 315 aC.
- Dècim Juni, militar romà.
- Tit Juni, aspirant a tribú de la plebs.
- Gai Juni, edil curul i jutge.